# 緊急対応特殊課
緊急対応特殊部隊（ロシア語: Специальный отряд быстрого реагирования；略称СОБР；ソーブル, 英語: Special Rapid Response Unit）は、ロシア連邦国家親衛隊に属する特殊部隊である。武装犯罪集団の活動の予防及び阻止、不法に保管される武器、弾薬、爆発物、麻薬の押収並びにその拡散の防止を任務とする。
SOBRは、ロシア内務省内務省組織犯罪総局と、ロシア連邦主体内務機関の組織犯罪対策部署に設置されていた。SOBRは、4個戦闘分隊から成り、総員は70名を超えない。公安民警の系列に属する特別任務民警支隊（OMON）と異なり、SOBRは、将校と准尉からのみ成り、OMONよりもその能力は高いといえる。

## 歴史
1978年、モスクワオリンピックを控えた当時のソ連で内務省の傘下に創設された。当初は「OMON」という名称で呼ばれていた（現在のロシアのOMONとは違うと考えられている
新兵は警察から選ばれ、以前に空挺軍または陸軍スペツナズに勤務の経験がある者が優先された。オリンピックの後、部隊の規模は30％削減された。
ソ連崩壊後の1992年、組織犯罪に対抗するために地域のSOBR部隊が創設された。これらの人員は、OMONから引き抜かれた。1994年よりチェチェンに派遣され、様々な任務に参加した。参加した隊員の中には、ロシア連邦英雄を受賞した隊員もいた
2002年にOMSNに、2011年にOSNに改称された後、2012年にSOBRに改称された。2016年、国家親衛隊に移管した。

## 装備
SOBRの装備は通常、地域の資金レベルによって異なる。カリーニングラードのSOBR「バイキング」部隊は、アメリカ製の迷彩や武器アクセサリーを身に着けている。予算の少ない州などではAK-74Mに90年代の装備を付けた隊員もいる。

## 主な部隊
- モスクワ州：「ブラット」
- レニングラード州：「グラニット」
- カリーニングラード州：「バイキング」
- チェチェン共和国：「テレク（ru:Специальный отряд быстрого реагирования «Ахмат»）」[2]
- ブリャンスク州：「パルチザン」[要出典]
- スモレンスク州：「シグマ」[4]

## 主な活動
- 1993年12月 - ロストフ・ナ・ドヌでテロリストにより略取された子供達の解放
- 1994年7月 - ミネラールヌイ・ヴォドゥイ市での人質解放
- 1994年12月 - マハチカラ市での人質解放
- 1995年7月 - ブデノフスクでの人質解放
- 1996年1月 - ペルヴォマイスキー村での人質解放